# انقلاب 1945 في فنزويلا

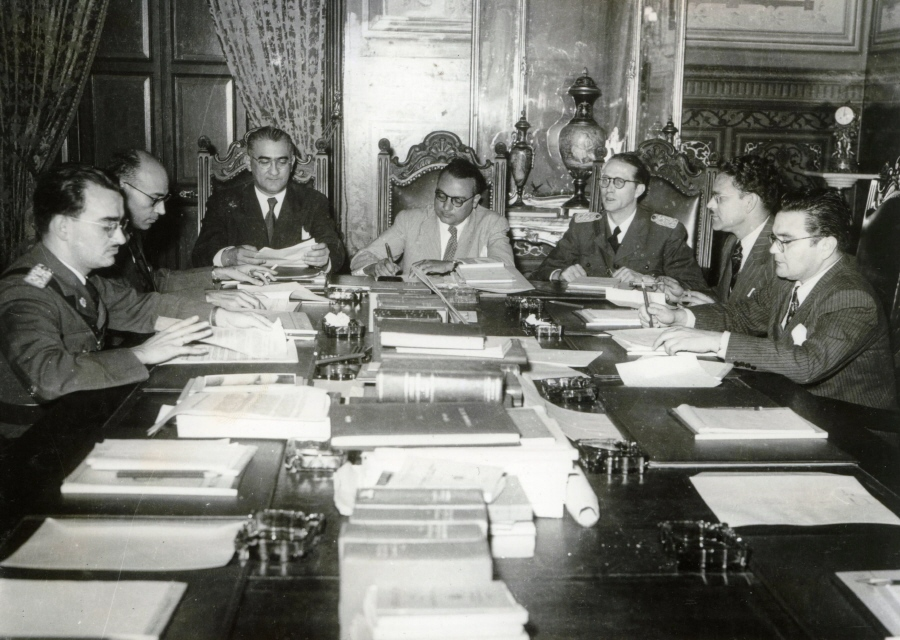
المجلس العسكري للحكومة الثورية في قصر ميرافلوريس سنة 1945 (من اليسار إلى اليمين): النقيب ماريو فارغاس وراؤول ليوني وفالمور رودريغيز ورومولو بيتانكور وكارلوس دلغادو شالبود وإدموندو فرنانديز وغونزالو باريوس.

وقع الانقلاب الفنزويلي 1945 في 18 أكتوبر 1945، عندما أُطيح بالرئيس إيزياس مدينا أنغاريتا بعد تمرد عسكري وحركة شعبية بقيادة حزب العمل الديمقراطي. أدى الانقلاب إلى فترة ثلاث سنوات من الحكم تعرف باسم «الترينيو أديكو») (El Trienio Adeco)، والتي شهدت أول انتخابات رئاسية في تاريخ فنزويلا، بدءًا من انتخابات الجمعية التأسيسية الفنزويلية عام 1946. شهدت الانتخابات العامة الفنزويلية عام 1947 انتخاب حزب العمل الديمقراطي رسميًا (مع رومولو جايجوس رئيسا، ليحل محل الرئيس المؤقت رومولو بيتانكور)، ولكن تمت إزالته من منصبه بعد فترة وجيزة في انقلاب 1948.